# العلاج الإلكتروني
العلاج الإلكتروني (بالإنجليزي: Electron therapy) أو العلاج الإشعاعي الإلكتروني (EBT) هو نوع من أنواع العلاج الإشعاعي الخارجي ،يتم علاج الأورام بواسطة توجيه الإلكترونات مباشرة إليها .

## خصائصه واستخدامه
يتم إنتاج حزم الفوتونات ذات طاقة عالية والإلكترونات المستخدمة في العلاج بواسطة مسرع خطي طبي ، ويمكن التحكم في طاقة الأشعة وضبطها بحيث تخترق الأنسجة إلى عمق محدد .

### استخدامه
علاج سرطان الجلد وأمراض الأطراف( ورم ميلاني أو ورم لمفي) والتشعيع العقدي بعد الجراحة كما يستخدم لتعزيز الجرعة الإشعاعية بعد استئصال الثدي أو استئصال جزء منه .